# Hyponymie
Ne doit pas être confondu avec Méronymie.
L'hyponymie (du grec ancien ὑπὸ sous et ὄνομα le nom) est la relation sémantique d'un lexème à un autre selon laquelle l'extension du premier est incluse dans l'extension du second (ils sont dans le même champ sémantique). Le premier terme est dit hyponyme de l'autre. C'est le contraire de l'hyperonymie.
Par exemple, « haut-de-forme » est un hyponyme de « chapeau » et « chapeau » est un hyponyme de « coiffure » et de « couvre-chef ».

## Les hyponymes et les hypéronymes
L'hyponymie démontre la relation entre quelque chose et la catégorie à laquelle il appartient. Par exemple, les lions, les tigres et les pumas sont tous des hyponymes de la catégorie des félins (qui est donc leur hypéronyme dans cet exemple). Ensuite, les félins sont un hyponyme de l'hypéronyme "Les animaux".
Une forme plus simple : Les animaux (A) est l'hypéronyme pour les félins (B), ce qui est l'hypéronyme pour et les lions, les tigres et les pumas (C).
Les hyponymes et les hypéronymes sont asymétriques, donc nous pouvons déterminer si l'hyperonymie fonctionne avec un test : si A est un type de B et vice-versa. Un puma est un type de félin, mais un félin n'est pas un type de puma.
Le sens de l'hypéronyme reste le même que tous ses hyponymes. Par exemple, l'hyponyme "Puma" avec l’hypéronyme "Les félins" fait référence à l'animal, pas la marque de vêtements.
La structure hiérarchique des champs sémantiques peut être principalement vue en hyponymie. Ils pourraient être observés de haut en bas, où le niveau supérieur est plus général et le niveau inférieur est plus spécifique. Par exemple, les êtres vivants seront le niveau le plus élevé suivi par les plantes et les animaux, et le niveau le plus bas peut comprendre un chien, un chat et un loup.

### Les cohyponymes
Les cohyponymes (ou co-hyponymes) existent pour démontrer que deux groupes d'hyponymes viennent du même hypéronyme. Dans l'exemple à propos des félins, B et C (les félins comme un groupe et les lions, les tigres et les pumas) sont des cohyponymes des animaux.
Si l'hypéronyme C est constitué d'hyponymes, A et B, A et B sont identifiés comme co-hyponymes. Les co-hyponymes sont étiquetés comme tels lorsque des hyponymes distincts partagent le même hypéronyme, mais ne sont pas des hyponymes les uns des autres, à moins qu'ils ne soient synonymes.
Par exemple, tournevis, ciseaux, couteau et marteau sont des co-hyponymes les uns des autres et des hyponymes d’outils, mais non des hyponymes les uns des autres: * «Un marteau est un type de couteau» est faux. Cela montre que la compatibilité peut être pertinente.Les co-hyponymes sont souvent, mais pas toujours, liés les uns aux autres par la relation d'incompatibilité. Par exemple, pomme, pêche et prune sont des co-hyponymes de fruits. Cependant, une pomme n'est pas une pêche, ni une prune. Ainsi, ils sont incompatibles. Néanmoins, les co-hyponymes ne sont pas nécessairement incompatibles à tous égards. Une reine et une mère sont toutes deux des hyponymes de femme, mais rien n'empêche la reine d'être mère.

### Les autohyponymes
Le terme autohyponimie (ou polysémie verticale) désigne la propriété des lexèmes qui sont leur propre hyponyme. Il s'agit d'une combinaison de polysémie et d'hyponymie. Par exemple, le verbe « boire » peut signifier « ingérer un liquide » ou plus spécifiquement « consommer de l'alcool », tous les chiens [mâles de l'espèce Canis lupus familiaris] sont des chiens [membres de cette espèce], et tous les hommes [êtres humains adultes masculins] sont des hommes [êtres humains].

## L'usage
La forme d'utilisation la plus commune (dans le parlé des gens ordinaires et dans les sciences des ordinateurs) est celle construite avec un groupe verbal de la forme "est un...". Par exemple : "The Bare Naked Ladies est un groupe musical" ou "La Planche à roulette est un sport extrême".[réf. nécessaire]
Le concept d'hyponymie est très important dans la traduction d'une langue. En effet, les hyponymes sont très courants dans toutes les langues.[réf. nécessaire]